# Associação de Futebol de Lisboa

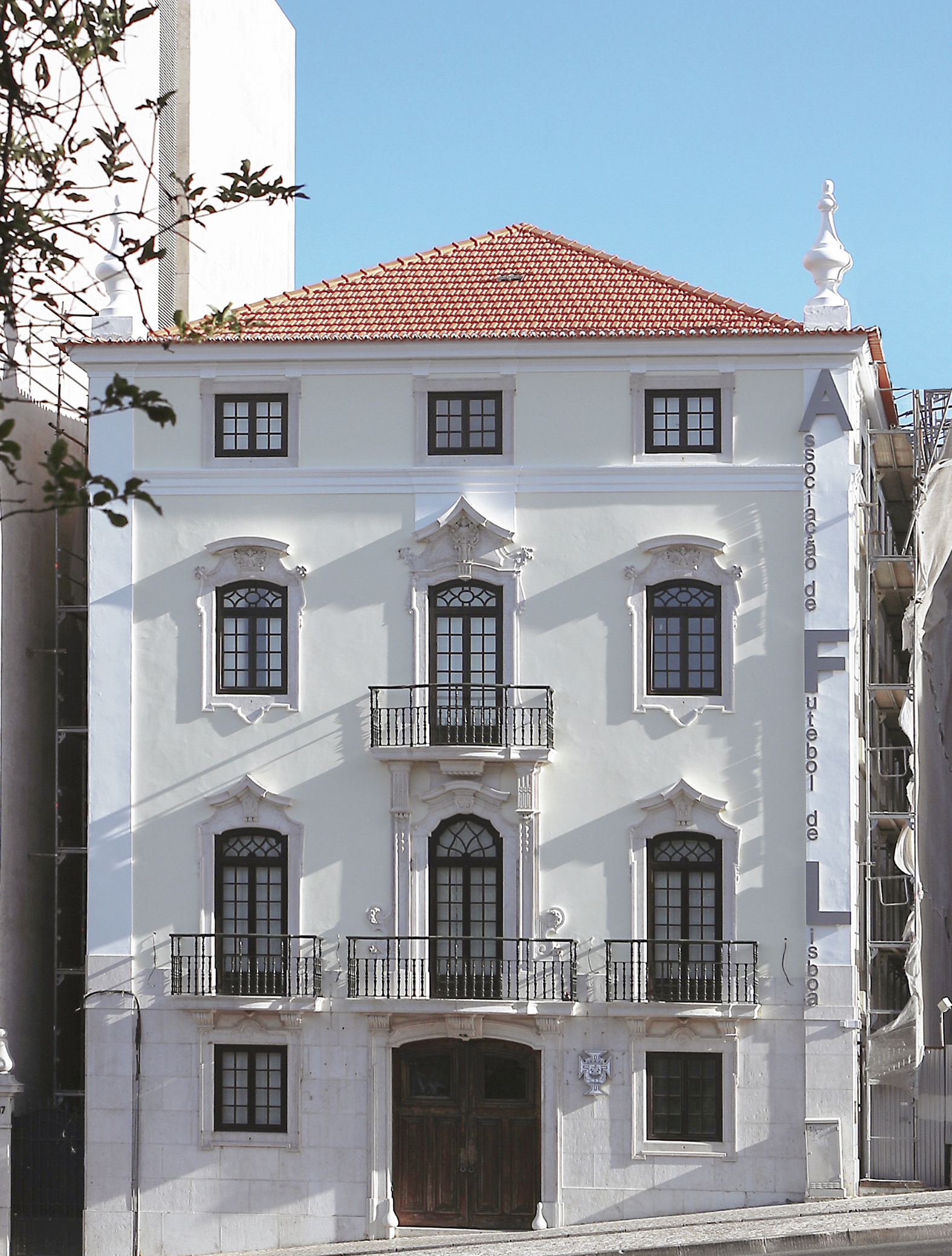
Sede da AF Lisboa

A Associação de Futebol de Lisboa (AFL) ComC • ComB é o organismo que tutela as competições, clubes e atletas de futebol no Distrito de Lisboa.

## História
É a Associação de Futebol mais antiga de Portugal, tendo sido fundada ainda no tempo da Monarquia, no dia 23 de Setembro de 1910, ainda com o nome de Associação de Foot-Ball de Lisboa.
A 5 de Outubro de 1932 foi feita Comendadora da Ordem Militar de Nosso Senhor Jesus Cristo e a 1 de Julho de 1933 foi feita Comendadora da Ordem de Benemerência.
Em 1906/07 foi criada a primeira competição de futebol portuguesa intitula de Campeonato Regional de Lisboa, tendo-se tornada oficial pela AF Lisboa em 1910/11.

## Sede
A Associação de Futebol de Lisboa está sediada em Lisboa, na Rua Joaquim António de Aguiar, n.º 19.

## Competições
Atualmente, a Associação de Futebol de Lisboa organiza Campeonatos Distritais Masculinos e Femininos de Futebol e Futsal para todos os escalões etários: Seniores, Juniores, Juvenis, Iniciados, Infantis e Escolas.

## Competições AF de Lisboa
| Season  | 1ª Divisão           | 2ª Divisão           | 3ª Divisão           | Taça         |
| ------- | -------------------- | -------------------- | -------------------- | ------------ |
| 2024/25 | Oriental             | CF Santa Iria        |                      |              |
| 2023/24 | Estrela da Amadora B | 1º Dezembro          | Carcavelos           | Sacavenense  |
| 2022/23 | Oriental             | Estrela da Amadora B | FC Alverca           | O. Moscavide |
| 2021/22 | Atlético CP          | Futebol Benfica      | Estrela da Amadora B | O. Moscavide |
| 2020/21 | Os Belenenses        |                      |                      | O. Moscavide |

| Season   | Pró-Nacional    | Divisão Honra   | 1ª Divisão      | 2ª Divisão      | Taça          | Supertaça      | Taça Honra                |
| -------- | --------------- | --------------- | --------------- | --------------- | ------------- | -------------- | ------------------------- |
| 2019/20  | Cancelado       | Cancelado       | Cancelado       | Cancelado       | Cancelado     | Cancelado      |                           |
| 2018/19  | Sintra Football | Atlético CP     | Os Belenenses   | Não se realizou | Pêro Pinheiro | Pêro Pinheiro  |                           |
| 2017/18  | FC Alverca      | Ericeirense     | Estoril Praia   | Mucifalense     | Coutada       | FC Alverca     |                           |
| 2016/17  | Pêro Pinheiro   | Futebol Benfica | Sacavenense     | Estoril Praia   | Lourinhanense | Lourinhanense  | EXTINTA                   |
| 2015/16  | Vilafranquense  | Pêro Pinheiro   | Pinheiro Loures | Atlético CP “B” | CF Santa Iria | Vilafranquense | EXTINTA                   |
| 2014/15  | Real SC         | Alta de Lisboa  | Vialonga        | Pinheiro Loures | Atl. Povoense | Real SC        | Sporting CP               |
| 2013/14  | Atl. Malveira   | Vilafranquense  | Igreja Nova     | O. Moscavide    | Real SC       | Atl. Malveira  | Sporting CP               |
| 2012/13  |                 | Loures          | Coutada         | Odivelas FC     | Igreja Nova   | Loures         | Não se realizou           |
| 2011/12  |                 | Lourinhanense   | CF Santa Iria   | Cascais         | Lourinhanense |                | Não se realizou           |
| 2010/11  |                 | Pêro Pinheiro   | ADCEO           | Porto Salvo     | FC Alverca    |                | Não se realizou           |
| 2009/10  |                 | Sacavenense     | Montelavarenses | SC Sanjoanense  |               |                | Não se realizou           |
| 2008/09  |                 | Oeiras          | Vialonga        |                 |               |                | Não se realizou           |
| 2007/08  |                 | Casa Pia        | Alta de Lisboa  |                 |               |                | Não se realizou           |
| 2006/07  |                 | Igreja Nova     |                 |                 |               |                | Não se realizou           |
| 2005/06  |                 | Lourel          |                 |                 |               |                | Não se realizou           |
| 2004/05  |                 |                 |                 |                 |               |                | Não se realizou           |
| 2003/04  |                 |                 |                 |                 |               |                | Não se realizou           |
| 2002/03  |                 |                 |                 |                 |               |                | Não se realizou           |
| 2001/02  |                 |                 |                 |                 |               |                | Não se realizou           |
| 2000/01  |                 |                 |                 |                 |               |                | Não se realizou           |
| 1999/00  |                 |                 |                 |                 |               |                | Não se realizou           |
| 1998/99  |                 |                 |                 |                 |               |                | Não se realizou           |
| 1997/98  |                 |                 |                 |                 |               |                | Não se realizou           |
| 1996/97  |                 |                 |                 |                 |               |                | Não se realizou           |
| 1995/96  |                 |                 |                 |                 |               |                | Não se realizou           |
| 1994/95  |                 |                 |                 |                 |               |                | Não se realizou           |
| 1993/94  |                 |                 |                 |                 |               |                | Os Belenenses             |
| 1992/93  |                 |                 |                 |                 |               |                | Não se realizou           |
| 1991/92  |                 |                 |                 |                 |               |                | Sporting CP               |
| 1990/91  |                 |                 |                 |                 |               |                | Sporting CP               |
| 1989/90  |                 |                 |                 |                 |               |                | Os Belenenses             |
| 1988/89  |                 |                 |                 |                 |               |                | Não se realizou           |
| 1987/88  |                 |                 |                 |                 |               |                | SL Benfica                |
| 1986/87  |                 |                 |                 |                 |               |                | Não se realizou           |
| 1985/86  |                 |                 |                 |                 |               |                | SL Benfica                |
| 1984/85  |                 |                 |                 |                 |               |                | Sporting CP               |
| 1983/84  |                 |                 |                 |                 |               |                | SL Benfica                |
| 1982/83  |                 |                 |                 |                 |               |                | Não se realizou           |
| 1981/82  |                 |                 |                 |                 |               |                | SL Benfica                |
| 1980/81  |                 |                 |                 |                 |               |                | Não se realizou           |
| 1979/80  |                 |                 |                 |                 |               |                | SL Benfica                |
| 1978/79  |                 |                 |                 |                 |               |                | SL Benfica                |
| 1977/78  |                 |                 |                 |                 |               |                | SL Benfica                |
| 1976/77  |                 |                 |                 |                 |               |                | Não se realizou           |
| 1975/76  |                 |                 |                 |                 |               |                | Os Belenenses             |
| 1974/75  |                 |                 |                 |                 |               |                | SL Benfica                |
| 1973/74  |                 |                 |                 |                 |               |                | SL Benfica                |
| 1972/73  |                 |                 |                 |                 |               |                | SL Benfica                |
| 1971/72  |                 |                 |                 |                 |               |                | SL Benfica                |
| 1970/71  |                 |                 |                 |                 |               |                | Sporting CP               |
| 1969/70  |                 |                 |                 |                 |               |                | Os Belenenses             |
| 1968/69  |                 |                 |                 |                 |               |                | SL Benfica                |
| 1967/68  |                 |                 |                 |                 |               |                | SL Benfica                |
| 1966/67  |                 |                 |                 |                 |               |                | SL Benfica                |
| 1965/66  |                 |                 |                 |                 |               |                | Sporting CP               |
| 1964/65  |                 |                 |                 |                 |               |                | SL Benfica                |
| 1963/64  |                 |                 |                 |                 |               |                | Sporting CP               |
| 1962/63  |                 |                 |                 |                 |               |                | SL Benfica                |
| 1961/62  |                 |                 |                 |                 |               |                | Sporting CP               |
| 1960/61  |                 |                 |                 |                 |               |                | Os Belenenses             |
| 1959/60  |                 |                 |                 |                 |               |                | Os Belenenses             |
| 1958/59  |                 |                 |                 |                 |               |                | Não se realizou           |
| 1957/58  |                 |                 |                 |                 |               |                | Não se realizou           |
| 1956/57  |                 |                 |                 |                 |               |                | Não se realizou           |
| 1955/56  |                 |                 |                 |                 |               |                | Não se realizou           |
| 1954/55  |                 |                 |                 |                 |               |                | Não se realizou           |
| 1953/54  |                 |                 |                 |                 |               |                | Não se realizou           |
| 1952/53  |                 |                 |                 |                 |               |                | Não se realizou           |
| 1951/52  |                 |                 |                 |                 |               |                | Não se realizou           |
| 1950/51  |                 |                 |                 |                 |               |                | Não se realizou           |
| 1949/50  |                 |                 |                 |                 |               |                | Não se realizou           |
| 1948/49  |                 |                 |                 |                 |               |                | Não se realizou           |
| 1947/48  |                 |                 |                 |                 |               |                | Sporting CP               |
| 1946/47  |                 |                 |                 |                 |               |                | Não se realizou           |
| 1945/46  |                 |                 |                 |                 |               |                | Não se realizou           |
| 1944/45  |                 |                 |                 |                 |               |                | Não se realizou           |
| 1943/44  |                 |                 |                 |                 |               |                | Não se realizou           |
| 1942/43/ |                 |                 |                 |                 |               |                | Não se realizou           |
| 1941/42  |                 |                 |                 |                 |               |                | Não se realizou           |
| 1940/41  |                 |                 |                 |                 |               |                | Não se realizou           |
| 1939/40  |                 |                 |                 |                 |               |                | Não se realizou           |
| 1938/39  |                 |                 |                 |                 |               |                | Não se realizou           |
| 1937/38  |                 |                 |                 |                 |               |                | Não se realizou           |
| 1936/37  |                 |                 |                 |                 |               |                | Não se realizou           |
| 1935/36  |                 |                 |                 |                 |               |                | Não se realizou           |
| 1934/35  |                 |                 |                 |                 |               |                | Não se realizou           |
| 1933/34  |                 |                 |                 |                 |               |                | Não se realizou           |
| 1932/33  |                 |                 |                 |                 |               |                | Não se realizou           |
| 1931/32  |                 |                 |                 |                 |               |                | Não se realizou           |
| 1930/31  |                 |                 |                 |                 |               |                | Não se realizou           |
| 1929/30  |                 |                 |                 |                 |               |                | Não se realizou           |
| 1928/29  |                 |                 |                 |                 |               |                | Não se realizou           |
| 1927/28  |                 |                 |                 |                 |               |                | Não se realizou           |
| 1926/27  |                 |                 |                 |                 |               |                | Não se realizou           |
| 1925/26  |                 |                 |                 |                 |               |                | Não se realizou           |
| 1924/25  |                 |                 |                 |                 |               |                | Não se realizou           |
| 1923/24  |                 |                 |                 |                 |               |                | Não se realizou           |
| 1922/23  |                 |                 |                 |                 |               |                | Não se realizou           |
| 1921/22  |                 |                 |                 |                 |               |                | SL Benfica                |
| 1920/21  |                 |                 |                 |                 |               |                | Não se realizou           |
| 1919/20  |                 |                 |                 |                 |               |                | SL Benfica                |
| 1918/19  |                 |                 |                 |                 |               |                | Não se realizou           |
| 1917/18  |                 |                 |                 |                 |               |                | Império Clube de Portugal |
| 1916/17  |                 |                 |                 |                 |               |                | Sporting CP               |
| 1915/16  |                 |                 |                 |                 |               |                | Sporting CP               |
| 1914/15  |                 |                 |                 |                 |               |                | Sporting CP               |

## Clubes nos Escalões Nacionais
Na época 2024–25, a Associação de Futebol de Lisboa tem os seguintes representantes nos campeonatos nacionais:
- Na Primeira Liga: Benfica, Sporting, Estoril Praia, Casa Pia e Estrela da Amadora;
- Na Segunda Liga: Benfica B, Alverca, Torreense e Mafra;
- Na Liga 3: Sporting B, Os Belenenses, Atlético CP e 1.º Dezembro;
- No Campeonato de Portugal: Pêro Pinheiro, Alverca B, Sintrense e Estrela da Amadora B;

## Órgãos Sociais
ASSEMBLEIA GERAL
Presidente
- Sérgio Rui Lopes Cintra

Vice-Presidente
- Tiago Alvares Guedes Vaz

1º. Secretário
- Maria da Glória Fernandes Sarmento

2º. Secretário
- Ricardo Vicente Parreiras Fernandes

DIREÇÃO
Presidente
- Vítor Guilherme de Matos Filipe

Vice-Presidentes
- António José da Silva

- António  Pedro Gonçalves Dias

- Fábio Alexandre Martins Farias Lourenço

Tesoureiro
- Vítor Manuel Ferreira Lopes

Vogais
- Nuno Miguel Gaspar da Silva

- Ricardo Jorge Gomes Espadeira do Nascimento

- Icilio António Brás Ferreira

- Ricardo Jorge Serrano Ribeiro

CONSELHO DE JUSTIÇA
Presidente
- Ana Rita Soretto dos Santos Relógio

Vice-Presidentes
- Manuel António Vaz Loureiro

- Susana Rita Semeão Rua Guerreiro

Vogais
- José Manuel Domingues
- Anselmo Alexandre Guimarães Sarsfield Da Costa Freitas

CONSELHO DE DISCIPLINA
Presidente 
- Ana Mafalda De Gouveia Fernandes

Vice-Presidente
- Manuela Soraia Guerreiro Quarenta Morais Da Costa

Secretário-Relator
- Maria João Fernandes Pinto Mendes Marques

Vogais
- José Manuel Dos Santos Fazendeiro
- Davide Jorge Duarte Gomes
- Nelson Teixeira Quental
- Vítor António Rocha Lopes

CONSELHO DE ARBITRAGEM
Presidente
- Antonino Rodrigues Da Silva

Vice-Presidentes
- João Paulo De Jesus Ramos
- Nuno Alexandre Fernandes Vaz

Vogais
- Ricardo Alexandre Ferreira Da Fonseca
- Nuno Miguel Vieira Marques Pereira
- Paulo Alexandre Ribeiro De Castro
- Manuel Gouveia Marques

CONSELHO FISCAL
Presidente
- Rui Dinis Alves Valente

Vice-Presidente
- José Manuel Lopes Costa

Secretário-Relator
- Luís Manuel Ferreira De Melo

Vogais
- Celso Ramiro Pinto Dias Antunes
- António Manuel Vila Maior Da Silva

CONSELHO TÉCNICO
Presidente
- José Carlos Correia Loureiro

Vice-Presidente
- Eduardo Luís Pereira Rodrigues Ferreira

Secretário Relator
- Hélder Damázio Simões

Vogais
- José Alberto Padrão
- João Alexandre Fonseca Lapa Fortes Rocha